# Li Hang
Li Hang (李航S, Lǐ hángP; Jinzhou, 4 ottobre 1990) è un giocatore di snooker cinese.

## Carriera
Professionista ininterrottamente dal 2013, Li Hang riesce ad esaltarsi nei tornei di casa: il cinese ha raggiunto e perso tre finali all'Haining Open, è arrivato in semifinale al China Championship 2017 ed è arrivato ai quarti del World Open dello stesso anno.

## Ranking[7]
| Stagione  | Ranking iniziale | Ranking finale |
| --------- | ---------------- | -------------- |
| 2008-2009 | Non classificato | 71             |
| 2009-2010 | 71               | 81             |
| 2013-2014 | Non classificato | 91             |
| 2014-2015 | 70               | 55             |
| 2015-2016 | 55               | 52             |
| 2016-2017 | 52               | 58             |
| 2017-2018 | 58               | 36             |
| 2018-2019 | 36               | 29             |
| 2019-2020 | 29               | 44             |
| 2020-2021 | 44               |                |

## Finali perse

### Titoli Non-Ranking: 3
| Titoli Non-Ranking | Titoli Non-Ranking | Titoli Non-Ranking                             | Titoli Non-Ranking |
| ------------------ | ------------------ | ---------------------------------------------- | ------------------ |
| Competizione       | Anno               | Avversario                                     | Note               |
| Haining Open       | 2016 - 2018 - 2019 | Matthew Selt - Mark Selby - Thepchaiya Un-Nooh | [ 2 ] [ 3 ] [ 4 ]  |

- Asian Players Tour Championship: 1 (Zhengzhou Open 2012)